# Jankiel Wulf
Jankiel Wulf (ur. 1750, zm. ok. 1800) – rozbójnik bieszczadzki działający pod koniec XVIII wieku na granicy Polski i Węgier.
Na czele kilkunastu rozbójników obdzierał podróżnych i najeżdżał dwory szlachty i domy, zwłaszcza w Sanockiem. Wspomina o nim między innymi Aleksander Fredro w pamiętnikach spisanych w latach 1844-1846 pod tytułem “Trzy po trzy”. Według Fredry Wulf został złapany i stracony we Lwowie 16 maja 1787. Rolę w jego pojmaniu miał odegrać szlachcic Kitajgrodzki. Według herbarza Adama Bonieckiego Mikołaj Kitajgrodzki był posesorem Bereźnicy w Bieszczadach, zmarł w 1789 roku i został pochowany w Wołkowyi. Jednak Kazimierz Władysław Wóycicki w “Starych gawędach i obrazach” wydanych w 1840 roku pisze, że Wulf działał między 1798 a 1799 rokiem. Podobnie 
wynika ze spisanej w XIX wieku historii szlachcica Michała Ostaszewskiego. Według etnografa Oskara Kolberga ów słynny rozbójnik bieszczadzki miał swoją bandę i podobnie jak o innych zbójcach opowiadano o nim czyny dowodzące także pewnej szlachetności. 
Zobacz: Aleksander Fredro, Trzy po trzy